# Leopoldo Marechal
Leopoldo Marechal (ur. 11 czerwca 1900 w Buenos Aires, zm. 26 czerwca 1970 tamże) – argentyński poeta, pisarz, dramaturg i eseista, autor powieści Adán Buenosayres, jednej z najwybitniejszych powieści literatury argentyńskiej.

## Życiorys

### Dzieciństwo
Leopoldo Marechal urodził się 11 czerwca 1900 r. w Buenos Aires w domu przy ulicy Humahuaca 464. Rodzicami pisarza byli: Alberto Marechal, Urugwajczyk pochodzenia francuskiego i Lorenza Beloqui, Argentynka pochodzenia baskijskiego, dlatego też w domu rodzinnym pisarza mówiło się zarówno po hiszpańsku (w odmianie argentyńskiej) jak i po francusku.
W 1907 r. Leopoldo rozpoczął naukę w szkole podstawowej prowadzonej przez Francuzów. Trzy lata później rodzina Marechalów kupiła dom przy ulicy Monte Egmonte 280 (obecnie Tres Arroyos) w peryferyjnej wówczas dzielnicy Villa Crespo, która stała się wkrótce głównym teatrem wydarzeń najważniejszej powieści pisarza: Adán Buenosayres. Młody Leopoldo każde wakacje spędzał na farmie wujostwa Martiny i Francisco Mujica w Maipú w prowincji Buenos Aires, co znalazło potem odzwierciedlenie w jego twórczości, szczególnie poetyckiej oraz w powieści Adán Buenosayres.

### Czasy szkolne – młodość
W 1913 r. Leopoldo ukończył szkołę podstawową i złożył podanie do szkoły średniej, jednocześnie szukając pracy. Z własnego wyboru podjął pracę w fabryce, z której to został zwolniony po krótkim czasie z powodu podburzania robotników do walki o godziwe wynagrodzenie. Jego podanie do szkoły średniej zostało odrzucone. Wraz z siostrą pomagał utrzymać rodzinę z uprawy cebuli i sałaty w przydomowym ogrodzie.
W 1916 r. rozpoczął naukę w szkole średniej im. Mariano Acosty, której absolwentem był również Julio Cortázar. Chodził do szkoły pieszo, a za zaoszczędzone na przejazdach tramwajowych pieniądze, Leopoldo kupił swoje pierwsze używane książki. 7 lipca 1916 r. na rodzinę Marechalów spadł cios: w wyniku powikłań po grypie, która dziesiątkowała wówczas Buenos Aires, zmarł ojciec poety. Rodzina wspólnie podjęła decyzję, że Leopoldo będzie kontynuował naukę, a jego młodszy brat zastąpi zmarłego ojca w fabryce. W połowie sierpnia tego samego roku Leopoldo Marechal otrzymał posadę bibliotekarza w Bibliotece Publicznej im. Alberdiego, a w listopadzie ukończył edukację i został nauczycielem.

### Pisarz
W 1921 r. podjął pracę w szkole na ulicy Trelles 948, którą łączył początkowo z posadą bibliotekarza w Villa Crespo. W 1926 r. odbył swoją pierwszą podróż do Europy, na którą pomogli mu zaoszczędzić rodzeństwo i matka. Statkiem dotarł do Vigo. Następnie przebywał w Madrycie, gdzie spotykał się z Ramonem Gomezem de la Serna i kolegami z Gaceta Literaria, z którymi utrzymywał dotychczas jedynie kontakt listowny. Na prośbę swych przyjaciół martinfierristów odwiedził również Ortegę y Gasseta. Potem przeniósł się do Paryża, gdzie odszukał swojego przyjaciela, poetę Francisco Luisa Bernardeza i rzucił się w wir „nocnego życia” stolicy Francji. W tym okresie Leopoldo Marechal nawiązał znajomość z Pablo Picasso, Unamuno i rzeźbiarzami osiadłymi w Paryżu: Mateo i Gargallo. Poznał również argentyńskich artystów rezydujących wówczas w stolicy Francji: Horacio Butlera, Héctora Basaldúe, Antonio Berniego i Raquel Forner.
W 1927 r. wrócił do Buenos Aires i ponownie podjął pracę w szkole. W tym samym roku udał się po raz kolejny do Europy. Przebywając w Paryżu, na Montparnasse, prowadził bogate życie towarzyskie i kulturalne spotykając się między innymi z Aquilesem Badi, Alfredo Bigatti, Horacio Butlerem, Juanem del Prete, José Fioravantim, Raquel Forner, Alberto Morerą, Ricardo Musso i Victorem Pissarro. Lato 1930 roku spędził w towarzystwie wspomnianych wcześniej artystów argentyńskich w Sanary sur Mer, a następnie udał się w podróż do Florencji podążając śladami swojego ulubionego autora: Dantego Alighieri. W 1931 r. po powrocie do Buenos Aires kolejny raz podjął pracę w szkole. Wówczas poznał młodą nauczycielkę języka hiszpańskiego Maríę Zoraidę Barreiro, która przeprowadziła z nim wywiad na temat jego najbliższych planów literackich. Leopoldo i María zostali narzeczeństwem, a 8 stycznia 1934 roku wzięli ślub w kościele Nuestra Señora de Buenos Aires. Młodzi małżonkowie zamieszkali w domu przy ulicy Mexico 3306, który stał się miejscem spotkań rodziny z obu stron i przyjaciół: intelektualistów i artystów. Wkrótce przyszły na świat ich dwie córki: María de los Ángeles i María Magdalena (Malena).
W 1938 r. rodzina Marechalów przeprowadziła się do mieszkania przy ulicy Rivadavia 2300, a Leopoldo ustąpił z funkcji vice-przewodniczącego Argentyńskiego Związku Pisarzy. Za otrzymaną w 1940 roku I nagrodę w Narodowym Konkursie Literackim Leopoldo Marechal kupił wiejski dom w Androgué, w prowincji Buenos Aires, do którego przeniósł się wraz z rodziną. Jednak już po dwóch latach wrócili do stolicy wprowadzając się do poprzedniego mieszkania przy ulicy Rivadavia. W tym samym roku Leopoldo Marechal przyjął zaproponowane mu przez Gustavo Martineza stanowisko szefa Naczelnej Rady Edukacji, a w 1944 został mianowany na stanowisko dyrektora w utworzonym wówczas Narodowym Sekretariacie Kultury. W 1947 roku, po krótkiej, ale ciężkiej chorobie nowotworowej, umarła w kwiecie wieku żona pisarza María Zoraida. Leopoldo przeżył silny wstrząs nerwowy. Mając na uwadze wiek dziewczynek (5 i 7 lat), matka i siostra poety postanowiły zająć się nimi do czasu, aż Leopoldo uporządkuje swoje życie po stracie żony. Zamieszkał ze swoim bratem Alberto i rzucił się w wir pracy, powracając do swojej ciągle odkładanej powieści Adán Buenosayres. W 1948 roku wraz z Jorge Arizagą, sekretarzem Naczelnej Rady Edukacji odbył kolejną podróż do Europy, gdzie oprócz sprawowania funkcji służbowych wygłosił dwa odczyty na uniwersytetach w Madrycie i w Rzymie. 8 grudnia 1948 roku uległ poważnemu wypadkowi samochodowemu w pobliżu Torquemada w Hiszpanii i został hospitalizowany w Palencii. Po powrocie z europejskiej podróży, została mu przedstawiona Juana Elvia Rosbaco de Paoloni, nauczycielka języka hiszpańskiego zainteresowana kontaktami ze środowiskiem intelektualnym. Z czasem nawiązali bliższą znajomość i postanowili zamieszkać razem, jednak bez córek pisarza, których nowa towarzyszka życia nie zaakceptowała. W czasie kolejnej wizyty w Hiszpanii w 1949 roku Leopoldo Marechal został uhonorowany Orderem Alfonsa X Mądrego. Podczas jego nieobecności w Buenos Aires, 24 marca 1953 roku zmarła matka pisarza.
Począwszy od 1954 roku Leopoldo Marechal pogrążył się w odosobnieniu: nie pokazywał się publicznie, nie przyjmował gości w domu, nawet dawnych przyjaciół. Sytuacja ta pogłębiła się po przejściu na emeryturę (w okresie po upadku rządu Juana Domingo Perona).
W 1954 r. pisarz otrzymał I Nagrodę Państwową w dziedzinie dramatu, za którą nabył mieszkanie przy ulicy Rivadavia 2300, które na prośbę Elvi Rosbaco zapisał jej na własność. Zapomniany i niedoceniany zamknął się w mieszkaniu przy Rivadavia, sam siebie mianując „poetą odwołanym” (poeta depuesto) i poświęcił się pracy pisarskiej. W tym czasie powstała między innymi druga powieść pisarza El Banquete de Severo Arcángelo, wydana w 1965 roku, która stała się bestsellerem, i która otrzymała nagrodę FORTI GLORIS. Sukces drugiej powieści Marechala spowodował wzrost zainteresowania jego twórczością: jego utwory poddawane są analizie na uniwersytetach, szczególnie zapomniana pierwsza powieść Adán Buenosayres, a w teatrach wystawia się jego dramaty. W mieszkaniu na Rivadavia odwiedzali go studenci zainteresowani jego pisarstwem. W 1967 r. na zaproszenie Casa de Americas pojechał na Kubę, aby wziąć udział w charakterze jurora w dorocznym konkursie literackim. Wraz z Julio Cortázarem, José Lezamą Limą, Juanem Marsé i Mario Monteforte Toledo jednogłośnie wybrali zwycięską powieść: Los hombres de a caballo Davida Viñasa. Natomiast w 1969 roku pisarz wziął udział w spotkaniu literatów latynoamerykańskich w Santiago de Chile.
Leopoldo Marechal zmarł na zawał serca, 26 czerwca 1970 roku, w wieku siedemdziesięciu lat. Jego doczesne szczątki spoczywają na prywatnym cmentarzu Jardin de la Paz, znajdującym się w odległości kilkudziesięciu kilometrów od jego rodzinnego Buenos Aires.

## Twórczość
Pomimo że Leopoldo Marechal należy niewątpliwie do najwybitniejszych pisarzy argentyńskich XX wieku, nie jest szeroko znany poza swoją ojczyzną. Na odbiór jego twórczości, szczególnie w Argentynie, rzutuje poparcie, jakiego swego czasu udzielał władzy Juana Domingo Perona, nie będąc jednak nigdy aktywnym politykem. Wbrew temu, co sądzą niektórzy jego krytycy, największe uznanie zyskał przed nastaniem peronizmu, a twórczość Marechala cechuje się wyjątkową jakością literacką. Według jego rodaka Julia Cortázara, pojawienie się powieści Adán Buenosayres było „niezwykłym wydarzeniem w literaturze argentyńskiej", szczególnie za sprawą nowatorskiego podejścia autora do koncepcji powieści i eksperymentów językowych. Można śmiało stwierdzić, że utwór ten położył podwaliny pod „boom” literatury iberoamerykańskiej w latach 60.

### Poezja i eseje
Leopoldo Marechal zadebiutował w 1922 r. tomikiem poezji Los Aguiluchos, który w wieku dojrzałym określił jako „produkt swojej prehistorii literackiej”. W wierszach składających się na ten tomik zaznacza się wyraźny wpływ poezji modernistycznej Rubena Darío i Leopoldo Lugonesa.
W 1923 roku młody poeta nawiązał współpracę z czasopismem Proa i zasilił szeregi awangardowej grupy literackiej ''Martin Fierro'', której członkami byli między innymi: Evar Méndez, Jorge Luis Borges, Oliverio Girondo, Francisco Luis Bernárdez, Norah Borges i Ricardo Güiraldes. Trzy lata później nakładem wydawnictwa Manuela Gleizera wydano drugi zbiór wierszy zatytułowany Días como flechas utrzymany w estetyce awangardowej. W tym czasie, tak jak wielu młodych artystów argentyńskich Marechal odbywa swoje pierwsze podróże do Europy (1927 i 1929). Krótko przed drugim wyjazdem do Paryża ukazał się tomik Odas para el hombre y la mujer (1929). W stolicy Francji pisarz dowiaduje się poprzez rodzinę o zdobyciu pierwszej nagrody w Narodowym Konkursie Poetyckim, którą to hucznie świętuje, wraz z przyjaciółmi w paryskich restauracjach.
Po pewnym czasie życie bohemy nudzi go i powoduje przygnębienie, które prowadzi ostatecznie do głębokiego kryzysu systemu wartości. Jak wspomina po latach, załamanie psychiczne, które go wtedy dopadło stało się bezpośrednim impulsem do rozpoczęcia powieści Adán Buenosayres oraz powrotu do praktyk religijnych. Kolejnym efektem tych wydarzeń było przystąpienie Marechala do grupy intelektualistów, którzy uczestniczyli w Kursach Kultury Katolickiej (już po powrocie do Buenos Aires).
Leopoldo brał aktywny udział w pracach grupy Convivio, zajmującej się w ramach Kursów Kultury Katolickiej filozofią i literaturą. W 1936 roku wydawnictwo Sur opublikowało zbiór wierszy Laberinto de amor, dedykowany małżonce, Maríi Zoraidzie Barreiro. Za Laberinto de amor i wydany przez Convivio tomik Cinco poemas australes Leopoldo Marechal został uhonorowany w 1937 roku trzecią nagrodą w Narodowym Konkursie Literackim. W tym samym roku wyszedł także esej Historia de la calle Corrientes, a dwa lata później, jeden z najważniejszych utworów Marechala, inspirowany filozofią wczesnochrześcijańskiego myśliciela Pseudo-Dionizego Areopagity esej Descenso y ascenso del alma por la Belleza. W tym czasie powstał również apokryficzny tekst Niño Dios. Kolejne wydania; utrzymany w duchu modernizmu poemat El centauro (dedykowany córce Maríi de los Ángeles) oraz tomik Sonetos a Sophia przyniosły poecie zwycięstwo w Narodowym Konkursie Poetyckim (1940). Za nagrodę pieniężną, nabył w 1941 wiejski dom w Androqué w prowincji Buenos Aires, do którego przeprowadził się wraz z rodziną, ale już po dwóch latach powrócił do stolicy.
W 1943 r. zrezygnował z pracy w szkole i za namową Gustavo Martineza objął stanowisko szefa Naczelnej Rady Edukacji. W tym czasie opublikował Vida de Santa Rosa de Lima. W latach 1944–45 wybrane wiersze Marechala ukazywały się w antologiach i zbiorach poezji La rosa en la balanza i El viaje de la primavera.

### Powieści i dramaty
Pomimo że zainteresowanie Marechala powieścią datuje się na początek lat 30., Adán Buenosayres ukuzuje się dopiero po prawie dwudziestoletnich przygotowaniach, w 1948 roku, nakładem wydawnictwa Sudamericana. Bezpośrednim impulsem do zakończenia i wydania powieści była choroba i śmierć żony poety. Jak sam wyznaje, w wywiadzie z Nelsonem Osorio, aby ukoić ból po stracie Maríi, zebrał notatki oraz rękopisy i oddał się z zapałem pisaniu. Krótko po wydaniu powieści, jako dyrektor w Narodowym Sekretariacie Kultury udaje się w podróż służbową do Europy, podczas której wygłasza odczyty na uniwersytetach w Rzymie i w Madrycie. Po powrocie jest zaskoczony i rozczarowany słabym oddźwiękiem, z jakim spotkała się jego pierwsza powieść. Jednym z nielicznych, którzy dostrzegają jej wyjątkowość jest młody Julio Cortázar. Pozytywna recenzja zamieszczona w czasopiśmie Realidad wywołuje falę protestów ze strony politycznych przeciwników Marechala, a w stronę autora artykułu kierowane są inwektywy i pogróżki.
Od lat 50. datuje się zainteresowanie Marechala dramatem. Powstały w tym czasie Canto de San Martín (1950) i wzorowana na  Antygonie Sofoklesa, Antígona Vélez wystawiona po raz pierwszy w teatrze im. Miguela Cervantesa w maju 1951 roku. Sztuka Antígona Vélez została uhonorowana pierwszą nagrodą państwową w dziedzinie dramatu. Po upadku rządu Juana Domingo Perona, Leopoldo Marechal przeszedł na emeryturę i pogrążył się w odosobnieniu. Wraz ze swoją partnerką Elvią Rosbaco zamieszkał w domu przy ulicy Rivadavia 2300, prawie nie przyjmował gości i rzadko pokazywał się publicznie. Czas poświęcony pisaniu zaowocował kolejnymi publikacjami. W 1959 r. ukazał się po raz pierwszy La Poética, a w 1960 r. wydano Alegropeya, kolejną z pieśni  Heptameronu (wydana wraz z La Poética i La Patria).
U schyłku życia, za sprawą drugiej powieści zatytułowanej El Banquete de Severo Arcángelo zaczęto ponownie mówić i pisać o Leopoldo Marechalu. Wydana w 1965 r. powieść w krótkim czasie stała się bestsellerem. Ma ona zdecydowanie bardziej zwartą strukturę niż Adán Buenosayres, chociaż kontynuuje niektóre jej wątki. W chwili śmierci Leopoldo Marechala (26 czerwca 1970 r.) w druku znajdowała się jego trzecia powieść: Megafón o la guerra. Ponadto autor pozostawił po sobie około tuzin nieopublikowanych sztuk teatralnych. Wiadomo również, że pracował nad czwartą powieścią zatytułowaną El empresario del caos. Powieści Leopoldo Marechala zostały przetłumaczone na angielski, francuski, włoski i niemiecki.

## Dzieła chronologicznie

### Poezja
1. Los Aguiluchos (1922)
2. Días como flechas (1926)
3. Odas para el hombre y la mujer (1929)
4. Laberinto de amor (1936)
5. Cinco poemas australes (1937)
6. El centauro (1940)
7. Sonetos a Sophia y otros poemas (1940)
8. El canto de San Martín (1950)
9. La Poética (1959)
10. La Patria (1960)
11. La alegropeya (1962)
12. Heptamerón (1966)
13. El Poema de Robot (1966)

### Powieści
1. Adán Buenosayres (1948)
2. El banquete de Severo Arcángelo (1965)
3. Megafón, o la guerra (1970)

### Inna proza
1. El niño Dios (1939)
2. El beatle final y otras páginas (1981)
3. Cuentos y relatos (1986)

### Eseje
1. Descenso y ascenso del alma por la belleza (1939)
2. Historia de la calle Corrientes (1937)
3. Cuaderno de navegación (1966)
4. Vida de Santa Rosa de Lima (1943)

### Dramaty
1. Antígona Vélez (1965)
2. Las tres caras de Venus (1966)
3. La batalla de José Luna (1970)
4. Don Juan (1978)
5. Alijerando (2012)

## Fundacja im. Leopoldo Marechala
11 czerwca 1991 została powołana przez córki pisarza: Marię de los Ángeles i Marię Magdalenę de Marechal Fundacja im. Leopoldo Marechala, która ma na celu zachowanie pamiątek po nim i publikację jego dzieł stanowiących ważną część dziedzictwa kultury argentyńskiej. Dopiero w 2008 roku, po usilnych staraniach, córki poety jako jedyne legalne spadkobierczynie (autor w chwili śmierci formalnie był wdowcem), odzyskują część rękopisów dzieł wydanych, jak i dotąd niepublikowanych, niektóre listy i fotografie, które znajdowały się w mieszkaniu przy ulicy Rivadavia. Fundacja patronuje również konferencjom poświęconym twórczości pisarza, wśród których najważniejsze były: Primeras Jornadas Nacionales Leopoldo Marechal (zorganizowana w 1998 roku w związku z 50-leciem wydania powieści Adán Buenosayres) i Coloquio Internacional Leopoldo Marechal o la fundación de la literatura argentina (zorganizowana w 2013 r. dzięki staraniom prof. Claudii Hammerschmidt na uniwersytecie w Jenie), w której uczestniczyli naukowcy między innymi z Argentyny, Hiszpanii, Kuby, Kanady, Meksyku, Niemiec, Stanów Zjednoczonych i Włoch.